# Rohan Chand
Rohan Chand (* 24. Juli 2003 in Brooklyn, New York City) ist ein US-amerikanischer Kinderdarsteller indischer Abstammung.

## Leben und Karriere
Rohan Chand in New York als Kind zweier indischer Eltern geboren, wo er auch aufwuchs. Er gab sein Schauspieldebüt bereits im Alter von 7 Jahren im Film Jack und Jill, nachdem er vom Castingleiter beim Baseballspielen entdeckt wurde. Im selben Jahr noch folgte sein Fernsehdebüt. Er spielte in der achten Folge der ersten Staffel der Spionageserie Homeland in Rückblicken die Rolle des Issa Nazir, den Sohn eines fiktiven Al-Qaida-Terroristen.
2013 spielte er im Film Bad Words die Hauptrolle des Chaitanya Chopra und im Kriegsfilm Lone Survivor die Rolle von Gulabs Sohn. 2018 übernahm er die Rolle des Mogli in der Verfilmung von Andy Serkis.

## Filmografie (Auswahl)
- 2011: Jack und Jill (Jack & Jill)
- 2011: Homeland (Fernsehserie, Episode 1x09)
- 2013: Bad Words
- 2013: Lone Survivor
- 2014: Madame Mallory und der Duft von Curry (The Hundred-Foot Journey)
- 2017: Jumanji: Willkommen im Dschungel (Jumanji: Welcome to the Jungle)
- 2018: Mogli: Legende des Dschungels (Mowgli: Legend of the Jungle)